# 森田朗
森田 朗（もりた あきら、1951年（昭和26年）4月22日 - ）は、日本の行政学者。専門は、行政学・地方自治研究。東京大学名誉教授。津田塾大学総合政策学部教授。

## 人物
兵庫県神戸市出身。東京大学大学院法学政治学研究科教授、東京大学公共政策大学院教授、東京大学政策ビジョン研究センター長、同シニア・フェロー、東京大学総長特任補佐、学習院大学法学部政治学科教授を歴任。東京大学の公共政策大学院の初代院長、日本行政学会理事長も務めた。2008年（平成20年）に再就職等監視委員会委員に指名されたが参議院が不同意のため任命されなかった。西尾勝に師事。

## 経歴
略歴は以下の通り。
- 1976年（昭和51年）03月 - 東京大学法学部卒業
- 1976年（昭和51年）04月 - 東京大学法学部助手
- 1980年（昭和55年） - 千葉大学人文学部講師
- 1981年（昭和56年）04月 - 千葉大学法経学部助教授
- 1993年（平成5年）10月 - 千葉大学法経学部教授
- 1994年（平成6年）04月 - 東京大学大学院法学政治学研究科教授
- 2004年（平成16年）04月 - 東京大学公共政策大学院（大学院公共政策学連携研究部・教育部）院長・教授
  - 2005年（平成17年） - 東京大学総長特任補佐(2009年3月まで)
  - 2008年（平成20年） - 東京大学政策ビジョン研究センター長(2010年7月まで)
- 2010年（平成22年）04月 - 東京大学大学院法学政治学研究科教授・公共政策大学院教授併任
  - 2010年（平成22年）08月 - 東京大学政策ビジョン研究センター学術顧問
  - 2011年（平成23年） - 厚生労働省中央社会保険医療協議会会長
- 2012年（平成24年）4月 - 学習院大学法学部政治学科教授(2014年（平成26年）3月まで)、東京大学政策ビジョン研究センター特任教授
- 2014年（平成26年）4月 - 2017年3月国立社会保障・人口問題研究所所長
- 2015年（平成27年）4月 - 財務省関税・外国為替等審議会会長[5]
- 2017年（平成29年）4月 - 津田塾大学総合政策学部教授
- 2019年（平成31年）4月 - 財務省関税・外国為替等審議会会長[6]

## 著書

### 単著
- 『許認可行政と官僚制』（岩波書店, 1988年）
- 『現代の行政』（放送大学教育振興会, 1996年／改訂版, 2000年）
- 『歴史人口学の世界』（岩波書店, 1997年／岩波現代文庫版, 2012年）
- 『会議の政治学』（慈学社出版, 2006年）
- 『制度設計の行政学』（慈学社出版, 2007年）
- 『会議の政治学 Ⅱ』（慈学社出版，2015年）

### 編著
- 『アジアの地方制度』（東京大学出版会, 1998年）
- 『分権時代の自治体職員(6)アカウンタビリティと自治体職員』（ぎょうせい, 1998年）
- 『行政学の基礎』（岩波書店, 1998年）
- 『シリーズ図説・地方分権と自治体改革(1)分権改革と自治体』（東京法令出版, 2000年）

### 共編著
- （大西隆・植田和弘・神野直彦・苅谷剛彦・大沢真理）『新しい自治体の設計（全6巻）』（有斐閣, 2003年-2004年）
- （村上順）『住民投票が拓く自治――諸外国の制度と日本の現状』（公人社, 2003年）
- （田口一博・金井利之）『政治空間の変容と政策革新(3)分権改革の動態』（東京大学出版会, 2008年）

### 訳書
- スティーヴン・R・リード『日本の政府間関係――都道府県の政策決定』（木鐸社, 1990年）
- クリストファー・フッド『行政活動の理論』（岩波書店, 2000年）

## 門下生
- 礒崎初仁[要出典]
- 伊藤正次[要出典]